# Långtjärnen (Alfta socken, Hälsingland, 677920-149459)
Långtjärnen är en sjö i Ovanåkers kommun i Hälsingland och ingår i Dalälvens huvudavrinningsområde.